# جيسي لاسي
جيسي لاسي (بالإنجليزية: Jesse Lacey)‏ هو مغن مؤلف ومغني وموسيقي أمريكي، ولد في 10 يوليو 1978 في لونغ آيلند في الولايات المتحدة.

## وصلات خارجية
- جيسي لاسي على موقع ميوزك برينز (الإنجليزية)
- جيسي لاسي على موقع ديسكوغز (الإنجليزية)